# 통일대교
통일대교(統一大橋)는 경기도 파주시 문산읍에서 군내면을 잇는 다리이다. 기존 판문점의 자유의 다리를 대체하기 위해 건설되었으며 국도 제1호선이 지나고 있다. 1998년 6월 15일에 개통했고 길이는 900m이다.
1993년 자유로에서 판문점 공동경비구역까지 도로 신설 및 확장 공사가 추진되면서 건설되었으며 1998년 6월 15일에 개통했다. 건설 당시에는 '자유대교', '임진대교' 등으로도 불리다가 '통일대교'라는 이름으로 개통되었다. 현대그룹 회장이었던 정주영 회장이 바로 다음날인 6월 16일에 이 다리를 이용해 소떼를 몰고 방북했다.

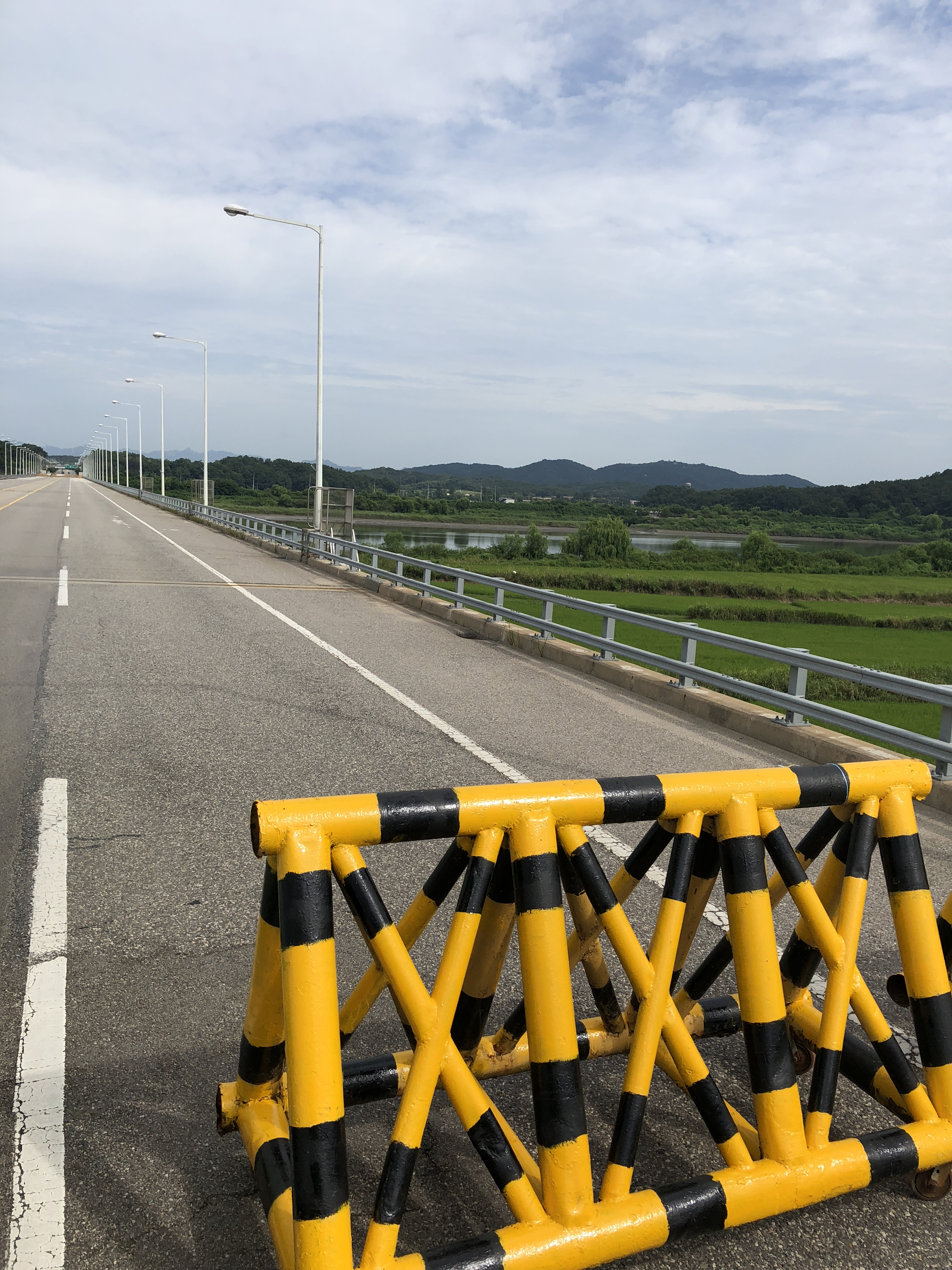
통일대교의 윗 모습

## 통행 제한
통일대교 이북 구간은 민간인출입통제구역으로 자유로운 출입이 불가능하다. 통일대교 이전에서 출입증 검사를 하기 때문에 통일대교 이북으로 넘어가기 위해서는 출입증이 있어야 한다.

## 같이 보기
- 통일로
- 임진강 철교
- 국도 제1호선